# Prezident Blaník

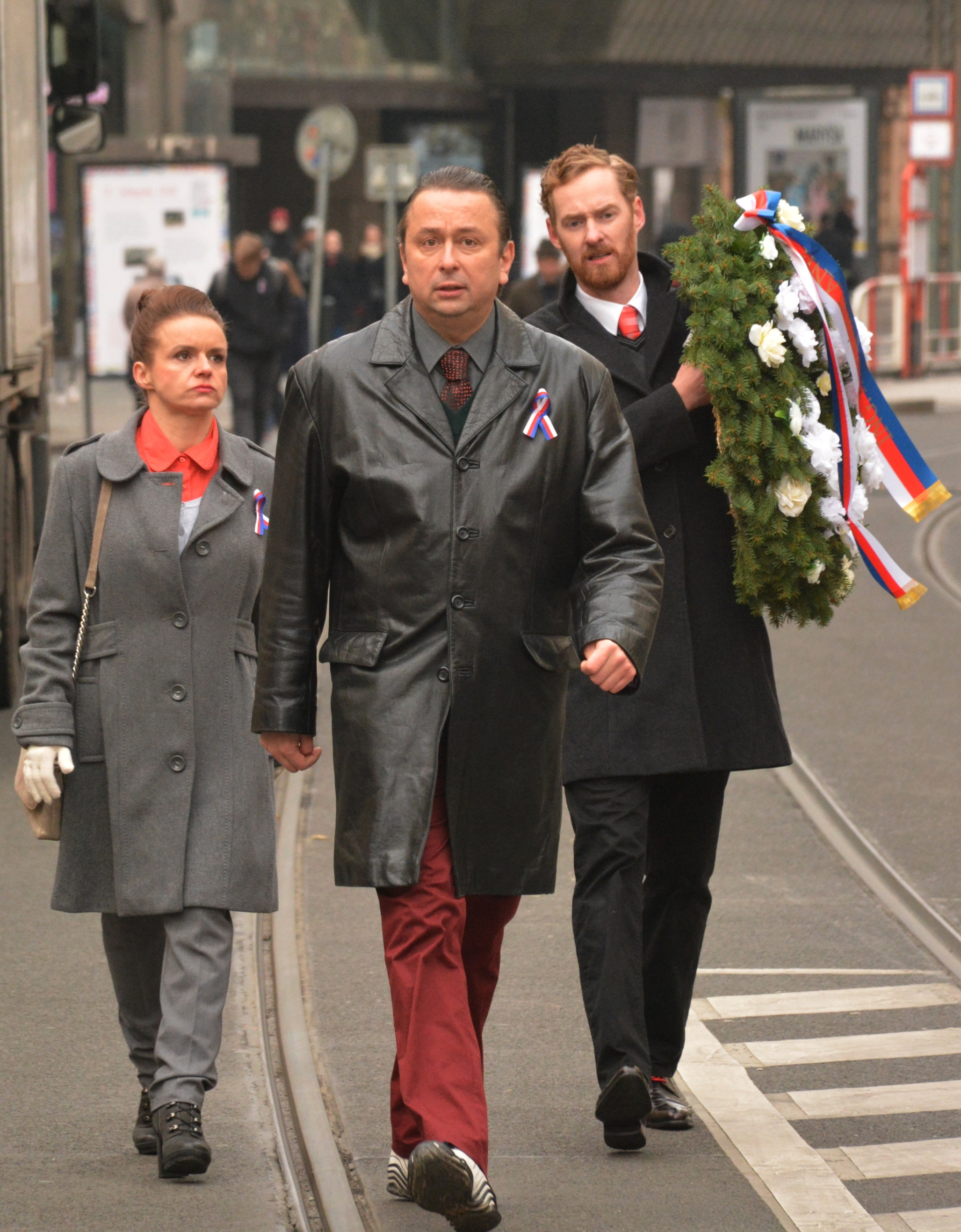
Marek Daniel při natáčení filmu Prezident Blaník v listopadu 2017 v Praze

Prezident Blaník je český film. Jeho režisérem je Marek Najbrt a pojednává o lobbistovi Antonínu Blaníkovi, jehož postava pochází ze seriálu Kancelář Blaník (od 2014). Základní obsazení filmu je stejné jako v případě seriálu, tj. hlavní postavu hraje Marek Daniel, jeho asistenty pak Michal Dalecký a Halka Třešňáková. Děj snímku se odehrává v období volby českého prezidenta v roce 2018, přičemž na tento post se rozhodne kandidovat i Blaník. Hudbu k filmu složila skupina Midi lidi, která se podílela i na původním seriálu. Do kin byl film uveden 1. února 2018. Na 8. dubna 2018 ohlásila Česká televize uvedení na ČT 1 v televizní premiéře.

## Postavy a obsazení
| Marek Daniel     | Antonín „Tonda“ Blaník, lobbista a majitel Kanceláře Blaník |
| Michal Dalecký   | Luboš „Žížala“ Havránek, Blaníkův asistent                  |
| Halka Třešňáková | Lenka, Blaníkova sekretářka                                 |

Ve filmu se objevuje i řada vrcholných politiků a skutečných prezidentských kandidátů z volby prezidenta roku 2018.

## Recenze
Marek Douša v týdeníku Reflex napsal, že film Prezident Blaník není třeskutá komedie, ale je důležité, že byl natočen. „Film vznikal v reálném čase, scénář byl a nebyl, reakce štábu musely být okamžité, což se občas povedlo naprosto beze zbytku, někdy by ale samotnému nápadu a náhodě pomohl čas, který by potřebovali scenáristé k tomu, aby jednotlivé události domysleli a dodali potřebný kontext. Jenomže pak by přišla další náhoda a všechna snaha v čudu. To ale bylo riziko od začátku, bylo přiznané a v případě takového projektu nezbytné.“ Podle Douši tvůrci filmu museli vědět, jaké chyby a výhrady jsou a budou na stole, přesto ale udělali hlavně pro budoucnost práci, která je velmi důležitá.